# Croisilles (Pas-de-Calais)
Croisilles település Franciaországban, Pas-de-Calais megyében. Lakosainak száma 1929 fő (2022. január 1.). Croisilles Saint-Martin-sur-Cojeul, Saint-Léger, Bullecourt, Écoust-Saint-Mein, Fontaine-lès-Croisilles, Héninel és Hénin-sur-Cojeul községekkel határos.

## Népesség
A település népességének változása:
| Lakosok száma | 1678 | 1789 | 1819 | 1929 | 1929 | 1950 | 1970 | 1961 | 1942 | 1929 |
|               | 2013 | 2014 | 2015 | 2016 | 2017 | 2018 | 2019 | 2020 | 2021 | 2022 |